# دهستان زز غربی
ززغربی، دهستانی است از توابع بخش زز و ماهرو شهرستان الیگودرز در استان لرستان ایران.

## جمعیت
بر اساس سرشماری سال ۱۳۸۵ جمعیت آن ۲٬۲۴۸ نفر (۳۹۲ خانوار) بوده‌است.